# Пер-Арне Будін
Пер-А́рне Бу́дін (швед. Per-Arne Bodin, * 14 травня 1949, Ботео, що в комуні Соллефтео) — шведський мовознавець, літературознавець, славіст, письменник і перекладач.

## Біографічні дані
Пер-Арне Будін закінчив Стокгольмський університет і 1976 року став доктором філософії, захистивши дисертацію «Дев'ять віршів із „Доктора Живаго“: Дослідження християнських мотивів у поезії Бориса Пастернака». У 2000-му він очолив відділ славістики в цьому університеті. Викладає російську, польську літературу та історію української культури. У 2001-му він здобув звання професора. Пер-Арне Будін — почесний доктор теології в Упсальському університеті, член Товариства Натана Седерблума, а з 2003 року став його головою. 2004 і 2006 року він вступив, відповідно, до товариства «Pro Fide et Christianismo» та Шведської королівської академії історії літератури і старожитностей. З 2018 року Будін очолює Товариство ікон.
Живе і працює у Стокгольмі. Одружений із Інґер Геленою Будін (* 1964). У подружжя є дві дочки — Інґрід Марія Будін (* 1997) і Катаріна Будін.
Галузі наукових інтересів Пера-Арне Будіна — це література слов'янських народів, слов'янські мови, історія, політика й україністика. Науковець досліджував період модернізму в російській літературі (передусім творчість Осипа Мандельштама та Бориса Пастернака) і його зв'язок із християнськими, особливо ж православними традиціями, який виявляється у їх впливах на полемічність, підтекст і поетику творів. Вченого цікавив зв'язок між красним письменством та іконописом, між красним письменством та релігійними пісенними текстами. У польській літературі він цікавився передусім творчістю Збігнєва Герберта, Віслави Шимборської та Чеслава Мілоша співвідносно до польських культурних традицій.
У 2010-х роках Будін вивчав творчість сучасних російських консервативних письменників і їхні мовні утопії. Також з'ясовував, як змінюються стереотипи в постмодерністській російській культурі. До кола його наукових інтересів належать теми тероризму в російській літературі (особливо в поезії) від XIX століття до наших днів і питання про взаємопов'язання красного письменства та насилля. Вчений пише науково-популярні твори та есеї. У 2002—2016 роках він регулярно публікував статті на літературну, історичну та політичну тематику в газеті «Свенска даґбладет». У 1983—1996 роках Будін перекладав белетристику з російської, польської, української та болгарської мов твори таких авторів, як:
Марина Цвєтаєва, Йосип Бродський, Борис Пастернак, Арсеній Тарковський, Наталя Горбаневська, Олена Ігнатова, Олександр Солженіцин (Росія);
Станіслав Бараньчак, Станіслав Ґрохов’як, Збігнєв Герберт, Віслава Шимборська, Уршуля Козьол (Польща);
Єлисавета Багряна, Блага Димитрова, Николай Зідаров (Болгарія);
Іван Драч, Ліна Костенко, Ігор Калинець (Україна).
Ці переклади вийшли у світ сімома книжками і кільканадцятьма іншими виданнями.
1987 року Будін видав збірку своїх перекладів поезії Івана Драча та Ліни Костенко Ukrainska hästar över Paris («Українські коні над Парижем») із ґрунтовною передмовою «Україна і українська культура».
Будін відомий і як публіцист. Крім статей та праць про українську літературу в періодичних виданнях, він виступив із полемічною працею «Міф і дійсність. Про Росію, Україну та Білорусь» (Myt och verklighet. Om Ryssland, Ukraina och Vitryssland), опублікованою 1998 року в часописі «Міжнародні дослідження» (Internationella studier). Свої погляди на українську мову та її місце в суспільстві вчений виклав у статті «Думай по-українському!» (Tänk på ukrainska!), опублікованій 2009 року в часописі «Дослідження і поступ» (Forskning & framsteg). У тому ж часописі Пер-Арне Будін висловив своє критичне ставлення до російської влади в другій половині 2010-х років, помістивши статтю «Путін хоче вкрасти вікінга: нині російську історію переписують заново» (Putin vill stjäla en viking: nu skrivs Rysslands historia om på nytt…).
2022 року Будін видав книжку «Російська культура за тисячу років» (Rysk kultur i tusen år), у якій наголошує на історичному зв'язку та тяглості режимів у Росії й, зокрема, аналізує відносини влади і церкви в країні. Автор підводить читача до висновку, що його висловив рецензент Єран Ґрейдер:
| Нині ми виразно бачимо, що російський імперіалізм криється в кошмарах російської історії. Він базується на ідеї, що росіяни мають виконувати особливу місію в занепадницькому світі й бути готовими дати відсіч чужоземцям, які раз у раз нападають — від часів Тамерлана й до наших днів[7]. Оригінальний текст (швед.) Den ryska imperialismen, som vi nu ser så tydligt, ligger latent i den mardröm som utgörs av den ryska historien. Den bygger på tanken att det ryska har en särskild mission i en dekadent värld och på rädslan för utländsk invasion, vilket förekommit gång på gång från Timur Lenks dagar och framåt. |

## Твори

### Наукові праці та есеї
- Nine Poems from Doktor Živago: A Study of Christian Motifs in Boris Pasternak's Poetry, avhandling, Stockholm, 1976, 160 sidor.
- Världen som ikon: Åtta föredrag om den ryskortodoxa andliga traditionen, Artos bokförlag, Skellefteå, 1988 (ny reviderad upplaga 2016), 121 sidor.
- Den oväntade glädjen: Sju studier i den ryskortodoxa andliga traditionen, Artos bokförlag, Skellefteå, 1991, 176 sidor.
- Ryssland och Europa: En kulturhistorisk studie, Natur och Kultur, Stockholm, 1993 (ny upplaga 2006, 2016), 153 sidor.
- «Ur djupen ropar jag»: Kyrka och teologi i 1900-talets Ryssland, Kyrkans forskningsråd, Uppsala, 1993, 150 sidor.
- Myt och verklighet: om rysk, ukrainsk och vitrysk identitet, 1998. Ingår i: Internationella studier. — 0020-952X. ; 1998():3, s. 51-65
- Ryssland: Idéer och identiteter, Artos bokförlag, Skellefteå, 2000, 214 sidor.
- Kyssen i Ryssland och andra essäer om rysk litteratur och kultur, Artos bokförlag, Skellefteå, 2002, 222 sidor.
- Det ofattbara undret: Maria, Guds moder i ortodox tradition (med Ulf Abel, Folke Sandgren), Artos bokförlag, Skellefteå, 2003, 95 sidor.
- Studia nad polską literaturą współczesną, Warszawa, 2003, 122 sidor.
- Historien och evigheten: Essäer om Ryssland, Artos bokförlag, Skellefteå, 2005, 288 sidor.
- Eternity and Time: Studies in Russian Literature and the Orthodox Tradition, Stockholms universitet, Stockholm, 2007, 260 sidor.
- Skruden och nakenheten: essäer om Ryssland, Artos & Norma, Skellefteå 2009, 233 sidor.
- Ryssland: politik, samhälle och ekonomi (med Svante Cornell, Anders Fogelklou, Joanna Kurosz, Anna Jonsson), SNS Förlag, 2017, 328 sidor.
- Language, Canonization and Holy Foolishness. Studies in Postsoviet Russian Culture and the Orthodox Tradition (= Stockholm Slavic Studies, 38). Stockholm, 2009, 322 sidor.
- Tänk på ukrainska!. Forskning & framsteg (nr. 4): sid. 51-55. Publicerad: 2009-04-19
- Terrorismens diskurser [Elektronisk resurs] Om bombdåden i Moskvas tunnelbana i mars 2010, 2012. Ingår i: Slovo. — 0348-744X.; 53, 29-44
- Power and Legitimacy — Challenges from Russia (med Stefan Hedlund, Elena Namli), Routledge, 2012, 191 sidor.
- Från Bysans till Putin: historier om Ryssland, Norma, Skellefteå, 2016, 286 sidor.
- Putin vill stjäla en viking: nu skrivs Rysslands historia om på nytt… Ingår i: Forskning och framsteg. — 0015-7937; 2017(52):4, s. 48-53.
- Religionen tur och retur (med Jenny Björkman, Arne Jarrick, Liselotte Frisk, Eva Hellman), Förlag Makadam, 2017, 191 sidor.
- Post Soviet Politics Of Utopia: Language Fiction and Fantasy in Modern Russia, I B Tauris & Co Ltd, 2018
- Rysk litteratur i tusen år. Skellefteå: Norma, 2020. ISBN 9789172171190
- Rysk kultur i tusen år. Skellefteå: Norma, 2022. ISBN 9789172171305

### Переклади
- Zbigniew Herbert. Herr Cogito: Pan Cogito (originaltitel), från polska. Fripress, Bromma, 1983, 77 sidor.
- Arsenij Tarkovskij. En klase syrener: dikter, från ryska. Arbetarkultur, Stockholm, 1987, 56 sidor.
- Ivan Dratj och Lina Kostenko. Ukrainska hästar över Paris: Українські коні над Парижем (originaltitel), från ukrainska. Arbetarkultur, Stockholm, 1987, 72 sidor.
- Jerzy Ficowski. Att läsa i aska: dikter: Odczytanie popiołów (originaltitel), (med Rita och Erik Tornborg), från polska. Bonnier, Stockholm, 1987, 54 sidor.
- Canticles [Musiktryck]: op. 56: 1-3, 1981 / Eskil Hemberg; från bulgariska. Nordiska musikförlaget, Stockholm, 1992, 40 sidor.
- Kristus är uppstånden: ortodoxa hymner för stora fastan och påsken. (med Folke Sandgren; ikonkommentarer av Ulf Abel), Artos bokförlag, Skellefteå, 1998, 60 sidor.
- Wisława Szymborska. Aldrig två gånger: valda dikter (med Roger Fjellström), från polska. Ordström, Nordingrå, 1996, 96 sidor.

## Зовнішні зв'язки
- Per-Arne Bodin. Libris
- Сайт Пера-Арне Будіна
- Per-Arne Bodins publicerade skrifter // Med blicken österut — Hyllningsskrift till Per-Arne Bodin — Artos & Norma, 2014
- Göran Greider Ryssland — en historia om tusenårigt förtryck